# Đại học Graz
Đại học Graz (tiếng Đức, Karl-Franzens-Universität Graz), là một trường đại học danh tiếng tọa lạc ở Graz, Áo, là trường đại học lớn thứ 3 và cổ thứ nhì ở Áo.
Karl-Franzens-Universität, cũng gọi là Đại học Graz, là trường đại học cổ nhất thành phố được lập năm 1585 bởi hoàng tử Charles II của Áo. Trong suốt thời gian tồn tại, trường thuộc Nhà thờ Công giáo, và năm 1782 bị đóng cửa bởi hoàng đế Joseph II trong một nỗ lực giành quyền kiểm soát của nhà nước đối với các thể chế giáo dục. Joseph II đã chuyển trường thành một lyceum nơi các công chức và các nhân viên y tế được đào tạo. Năm 1827 trường được lập trở lại thành trường đại học theo lệnh của hoàng đế Francis I, và do đó có tên Karl-Franzens-Universität, có nghĩa Đại học Charles Francis. Hơn 22.000 sinh viên hiện đang theo học tại trường này.

## Người đoạtgiải Nobel
- Walther Nernst, 1920 Hóa học - học ở Graz năm 1886
- Fritz Pregl, 1923 Hóa học – ở Graz 1913 đến 1930
- Julius Wagner von Jauregg, 1927 Y khoa – ở Graz 1889 đến năm 1893
- Erwin Schrödinger, 1933 Vật lý– ở Graz 1936 đến 1938
- Otto Loewi, 1936 Y khoa – ở Graz 1909 đến 1938
- Victor Franz Hess, 1936 Vật lý - học ở Graz 1893-1906, giảng dạy từ 1919-1931 và 1937-1938
- Gerty Cori, 1947 Y khoa - ở Graz trước 1922
- Ivo Andric, 1961 Văn chương - nhận bằng tiến sĩ ở Graz năm 1924
- Karl von Frisch, 1973 Y khoa – ở Graz 1946 to 1950

## Các nhà nghiên cứu nổi tiếng
- Hermann Baltl, luật sư, nhà pháp lý lịch sử
- Siegfried Beer, sử gia, chuyên gia tình báo
- Hermann Beitzke (1875-1953), nhà nghiên cứu bệnh lao
- Ludwig Boltzmann, nhà vật lý học
- Franz Bydlinski, học giả pháp lý
- Theodor Escherich, bác sĩ nhi khoa và vi khuẩn
- Albert von Ettingshausen, nhà vật lý học
- Viktor Geramb
- Hans lớn, tội phạm
- Paul Guldin, nhà toán học
- Ludwig Gumplowicz, nhà xã hội học
- Hans von Haberer (1875-1958), bác sĩ phẫu thuật
- Anton Hafferl (1886-1959), nhà giải phẫu học
- Raimund Friedrich Kaindl (1866-1930), sử gia và dân tộc học
- Stefan Karner, sử gia
- Helmut Konrad, sử gia
- Franz Krones, sử gia
- Arnold Luschin, nhà pháp lý lịch sử
- Friedrich Bernhard Christian Maassen
- Ernst Mach, nhà vật lý học
- Alexius Meinong, đối tượng lý thuyết
- Johann Mokre, học giả pháp lý, chính trị, triết học
- Ivo Pfaff, học giả pháp lý
- Max Rintelen nhà pháp sử học,
- Alexander Rollett (1834-1903), nhà sinh lý học
- Friedrich Reinitzer (1857-1927), nhà thực vật học, hóa học và khám phá ra các tinh thể lỏng
- Johannes Schmidt, nhà ngôn ngữ học
- Hugo Schuchardt, nhà La Mã học
- Joseph Schumpeter, kinh tế
- Theodor Reinhold shooter học giả,
- Michael Steiner, nhà kinh tế
- Artur Steinwenter, học giả pháp lý
- Ernst Seelig, tội phạm
- Walter Thiel (sinh 1919), nhà giải phẫu học
- Alfred Wegener, nhà lý thuyết trôi dạt lục địa
- Ota Weinberger, nhà chính trị, triết học
- Leopold Wenger, nhà Luật La Mã, nhà nghiên cứu văn bản giấy cói
- Anton Werkgartner, nhân viên điều tra
- Walter Wilbur, luật sư
- Ludwig Rochlitz (1880-1945), nhà soạn nhạc
- Peter Koller, học giả pháp lý